# 741306 Marshallmccall
741306 Marshallmccall è un asteroide della fascia principale interna. Scoperto nel 2005, presenta un'orbita caratterizzata da un semiasse maggiore pari a 2,431396 UA e da un'eccentricità di 0,123225, inclinata di 14,711243° rispetto all'eclittica.